# L'Étrange Destin de Nicky Romano
Pour plus de détails, voir Fiche technique et Distribution.
L'Étrange Destin de Nicky Romano (Let No Man Write My Epitaph) est un film américain réalisé par Philip Leacock, sorti en 1960.
Ce film est l'adaptation au cinéma du roman éponyme de Willard Motley (en) et fit l'objet d'une bande son d'Ella Fitzgerald (album : Ella Fitzgerald Sings Songs from "Let No Man Write My Epitaph" (en))

## Synopsis
Nick est un garçon né apparemment sous une mauvaise étoile : son père a été exécuté et sa mère a dû se tourner vers la pègre pour l'élever. Il vit dans un quartier pauvre et son destin semble déjà scellé. Mais heureusement, il y a un vieux juge, aujourd'hui ruiné par l'alcool, qui fait tout son possible pour lui éviter des ennuis et lui permettre d'étudier la musique.
Un jour, Nick est impliqué dans une bagarre et arrêté. Il doit contracter pour sa libération une dette auprès du mafioso qui a toujours contrôlé sa mère. Le juge sait que si le truand met la main sur le garçon, tout sera perdu pour lui. Il l'affronte donc et le tue, afin que Nick et sa mère puissent enfin vivre une vie normale.

## Fiche technique
- Titre français : L'Étrange Destin de Nicky Romano ou Les Trottoirs de Chicago[1]
- Titre : Let No Man Write My Epitaph ou Reach for Tomorrow
- Réalisation : Philip Leacock
- Scénario : Robert Presnell Jr.
- Photographie : Burnett Guffey
- Montage : Chester W. Schaeffer
- Direction artistique : Robert Peterson, Armor E. Goetten
- Musique : George Duning, Arthur Morton
- Maquilleuse : Helen Hunt
- Coiffeur : Ben Lane
- Son : Charles J. Rice, J.S. Westmoreland, Robert Finch, Harry Foy, William Randall
- Assistants réalisateur : Sam Nelson, John Gaudioso
- Pays d'origine :  États-Unis
- Producteur : Boris Kaplan
- Sociétés de production : Columbia Pictures Corporation
- Durée : 105 minutes
- Format : Noir et blanc - 35 mm - 1,85:1 - Mono
- Dates de sortie :
  - États-Unis : octobre 1960
  - France : 27 septembre 1961[1]

## Distribution
- James Darren : Nick Romano
- Shelley Winters : Nellie Romano
- Burl Ives : Juge Bruce M. Sullivan
- Ricardo Montalbán : Louie Ramponi
- Jean Seberg : Barbara Holloway
- Philip Ober : Grant Holloway
- Ella Fitzgerald : Flora
- Bernie Hamilton : Goodbye George
- Tom London : un pilier de bar

## Bande son
- I Can't Give You Anything but Love
  - Musique : Jimmy McHugh
  - Paroles : Dorothy Fields
  - Chant :  Ella Fitzgerald

- Angel Eyes
  - Chanson écrite par Matt Dennis et Earl K. Brent
  - Chant : Ella Fitzgerald

- Reach for Tomorrow
  - Musique : Jimmy McHugh
  - Paroles : Ned Washington
  - Chant : Ella Fitzgerald